# Augustyn Bistrzycki
Karl Anton Augustin Bistrzycki (ur. 13 czerwca 1862 w Poznaniu, zm. 5 września 1936 w Lucernie) – szwajcarski chemik polskiego pochodzenia.

## Życiorys
Augustin Bistrzycki urodził się w 1862 roku w Poznaniu, jako najmłodszy z czworga dzieci w poważanej rodzinie kupieckiej. Jego rodzicami byli Józef (Joseph) Bistrzycki i Tekla z domu Wunsch. W Poznaniu ukończył gimnazjum i złożył 13 marca 1882 roku egzamin maturalny. Zdał egzamin ustny z uzasadnieniem, że jego wiedza wykracza poza wymaganą w szkole. Rok wcześniej to samo gimnazjum ukończył Stanisław Kostanecki, później chemik, profesor zwyczajny na Uniwersytecie w Bernie, badacz barwników roślinnych i wieloletni przyjaciel Bistrzyckiego. Bistrzycki jeszcze w szkole zainteresował się chemią, której uczyli go Theodor Krug i Benno Mendelsohn. Szybko porzucił zamiar studiowania medycyny i zdecydował się pójść na studia chemiczne.
W 1882 roku rozpoczął studia na wydziale nauk przyrodniczych Uniwersytetu w Berlinie. Jego nauczycielami byli Oskar Döbner, Rudolf Heinrich Finkener, Robert von Helmholtz, August Wilhelm von Hofmann, Hans Landolt, Lewin, Carl Liebermann, Simon Schwendener, Ferdinand Tiemann i inni. W laboratorium prof. Finkenera przy Akademii Górniczej odbył ćwiczenia przygotowawcze z chemii nieorganicznej i analitycznej, a w laboratorium prof. Liebermanna przy Wyższej Szkole Technicznej w Berlinie-Charlottenburgu, ćwiczenia z chemii organicznej. W 1885 roku został asystentem wykładowcą (Vorlesungsassistent), w 1886 roku drugim asystentem, a w 1888 roku pierwszym asystentem prof. Liebermanna. Praca administracyjna w laboratorium opóźniła jego własny przewód doktorski, ostatecznie zdał egzaminy 17 grudnia 1891 roku, z chemii jako głównego przedmiotu i z fizyki oraz filozofii jako przedmiotów dodatkowych. Rozprawę doktorską Über die Opian- und die Phtalaldehydsäure przedstawił 15 lutego 1892 roku. W listopadzie Bistrzycki został Privatdozentem.
Bistrzycki należał do Niemieckiego Towarzystwa Chemicznego (Deutsche Chemische Gesellschaft) i był stałym referentem na jego zebraniach. Później ściśle związał się z założonym w 1901 roku Szwajcarskim Towarzystwem Chemicznym (Schweizerische Chemische Gesellschaft). Był stałym współpracownikiem czasopisma „Helvetica Chimica Acta”.
14 kwietnia 1896 roku został profesorem chemii organicznej i analitycznej na Uniwersytecie we Fryburgu, gdzie powierzono mu kierowanie laboratorium chemicznym na nowo powstałym wydziale nauk przyrodniczych. Przez następne miesiące zajmował się pracą administracyjną, organizując pracę laboratorium, mieszczącego się w dawnym składzie broni. 4 listopada 1896 odbyło się otwarcie pracowni, w której Bistrzycki razem z jedenastoma studentami kontynuował prace rozpoczęte w Berlinie.
Bistrzycki był lubianym i cenionym nauczycielem, oddanym swojej pracy. Studenci określali go mianem „Papa Bistrzycki”. Zabraniał on w laboratorium zajęć niezwiązanych z chemią, np. czytania gazet, jako naruszających genius loci pracowni.
Do przyjaciół Bistrzyckiego należeli Stefan Niementowski i Marceli Nencki. We Fryburgu Bistrzycki zawarł znajomość z Ignacym Mościckim. Jednym z asystentów Bistrzyckiego był Chaim Weizman. Doktorantami Bistrzyckiego byli m.in. Julian Flatau, K. Tymieniecki, Jan Wedel, Zofia Zaleska (żona Jana Mazurkiewicza), Kazimierz Nencki, Czamański, Sienicki, St. Jabłoński, Elżanowski, Borzuchowski, Sobolewski, Namysłowski. Spośród uczniów Bistrzyckiego stanowiska akademickie zajmowali m.in. William J. Wohlleben (Dayton), Hugo Simonis (Berlin), Paul Cardinaux i Joseph-Julian Guntensperger (Quebec).
W kwietniu 1892 roku poślubił Franciszkę Kliszczyńską, pochodzącą z Poznania. Szczęśliwe małżeństwo pozostało bezdzietne.
W związku z pogarszającym się stanem zdrowia, w 1933 roku przeszedł na emeryturę. Wcześniej zrzekł się godności rektora uniwersytetu. Do śmierci w 1936 roku opiekowała się nim żona. Zmarł 5 września 1936 roku po długiej chorobie. Pochowany jest na cmentarzu komunalnym we Fryburgu.

## Działalność naukowa
Przegląd działalności naukowej Augustyna Bistrzyckiego na podstawie opracowania C. Gyra z roku 1937.
Jego pierwsza praca (wspólnie z S. Kostaneckim) Uber ein neues Isomeres des Eusanthons została opublikowana w 1885 roku i  dotyczyła reakcji kwasu β-rezorcynowego z bezwodnikiem octowym.
Podczas badań reakcji kwasów o-aldehydobenzoesowych z o-diaminobenzenami stwierdził, że we wrzącym roztworze wodno-alkoholowym powstają z nich kwasy o-benzoimidazolobenzoesowe, które gotowane z bezwodnikiem octowym przechodzą w benzoilobenzimidazol nazwany przez Bistrzyckiego fenylenoftalamidonem. Przykładowa reakcja kwasu o-formylobenzoesowego i o-fenylodiaminy została przedstawiona na poniższym schemacie:
Czteropierścieniowy produkt końcowy o strukturze benzoilenobenzimidazolu jest chromogenem, z którego wyprowadzić można różne barwniki. Związek ten jest też szkieletem nowej klasy związków, z których jako pierwszy został przez Bistrzyckiego opisany toluilenodimetoksyftalamidon, produkt reakcji kwasu 6-formylo-2,3-dimetoksybenzoesowego i toluenodiaminy:
Bistrzycki wraz ze swoją grupą badawczą uzyskał na podobnej drodze serię pochodnych toluilenodimetoksyftalamidonu. Później otrzymywał on wiele podobnych układów wielopierścieniowych poprzez działanie bezwodnikami kwasów dikarboksylowych układów orto- i peri-skondensowanych na etyleno-, o-fenyleno- i naftylenodiaminę oraz ich pochodne.
Kolejna obszerna grupa związków badanych przez Bystrzyckiego i jego uczniów to pochodne di- i trifenylometanu. Efektem tych badań były pierwsze syntezy barwników trifenylometanowych i aurynowych. W najprostszej formie, kwas benzylowy w reakcji z fenolem daje kwas p-hydroksytrifenylooctowy, który w wyniku dekarboksylacji przekaształca się w p-hydroksytrytanol:
Związek ten został przekształcony w chlorek p-metoksytrytylu, z którego w wyniku eliminacji chlorku metylu powstał difenylochinometan, znany później jako p-fukson:
Zamiana fenolu na bardziej rozbudowane pochodne pozwoliła na uzyskanie szeregu analogicznych związków:
Inną klasą aromatycznych związków wielopierścieniowych uzyskanych przez grupę Bistrzyckiego były antrony, powstające w reakcji pochodnych ftalowych, np. kwasy ftaloaldehydowego i fenolu:
Interesujące rezultaty dały też prace nad kwasem tiobenzylowym, który w reakcji z aldehydami dawał pochodne 1,3-oksatiolanu. Np. produktem reakcji z benzaldehydem był 2,4,4-trifenylo-1,3-oksatiolan-5-on, który pod wpływem stężonego kwasu siarkowego dekarboksylacji i przegrupowaniu do 9-fenylo-9H-tioksantenu:
Związki te stanowiły nową klasę pochodnych antracenu z mostkowym atomem siarki.

## Lista prac
| Lista prac Augustina Bistrzyckiego i jego doktorantów |
| --- |
| 1885 - Ueber ein neues Isomeres des Euxanthons 1888 - Beiträge zur Kenntniss der Opiansäure 1890 - Ueber die Einwirkung on o-Diaminen auf Phataldehydsäure - Ueber die Einwirkung von Phosgen auf o-Diamine - Ueber Diacyl-o-Diamine 1891 - Ueber die Einwirkung von o-Diaminen auf o-Aldehydobenzoësäuren - Ueber die Einwirkung von Säurechloriden auf o-Diamine - Das Gewicht menschlicher Gehörknöchelchen (z K. Kostaneckim). Monatschrift für Ohrenheilkunde 3, 1891 - Zur Kenntniss der Phtalaldehydsäure - Ueber die Oxime der Opian- und der Phtalaldehydsäure 1892 - Ueber Phtalamidone - Ueber Diacyl-o-Diamine. II - Ueber die Bromopiansäure - Über die Opian- und die Phtalaldehydsäure. Berlin: Driesner, 1892 1893 - Ueber die Einwirkung des Ammoniaks und des Hydrazins auf Opian- und Phtalaldehydsäure. - Zur Kenntnis der substituierten o-Aldehydosäuren (z E. Fynnem). także jako dysertacja doktorska (Berlin) 1894 - Ueber Diacetanilid (z F. Ulffersem). B. 27, 91–93. - Darstellung von Diacet-p-phenetidid (z F. Ulffersem). D.R.P. 76611. - Ueber Condensationsproducte von o-Aldehydsäuren mit Phenolen 1895 - Ueber eine neue Bildungsweise der Veratrumsäure aus Hemipinsäure - Über die Kondensation von Mandelsaure mit Phenolen (z J. Flatauem). B. 28, 989 1896 - Notiz zur Konstitution der Phenolphtalein-Alkalisalze 1897 - Die Kondensation von Mandelsaure mit Phenolen. II (z J. Flatauem). B. 30, 124, - Über die Arriide zweier substituierter o-Aldehydosauren (z E. Fynnem). 73. 3 I, 922, - Über Kondensationsprodukte aus den Amiden zweier o-Aldehydosauren (E. Finkiem) także jako dysertacja doktorska (Berlin, 1895) 1898 - Die Peracetylierung des Phenacetins - Über p-Oxyphenylphtalide und ihre Uberfuhrung in Anthracenderivate (z D.W. Yssel de Schepperem). B. 31, 2790 także jako dysertacja doktorska (Freiburg) - Ueber o-Aldehydophenoxysäuren (z H. Cajarem). B. 31 (3), 2803–2811. także jako dysertacja doktorska (Freiburg, 1897) - Notiz über die Kondensation von Mandelsäurenitril mit Phenolen (H. Simonis). B. 31, 2812. - Über y-Lactone von Phenolsäuren (G. Cramer). B. 31, 2813 także jako dysertacja doktorska (Freiburg, 1897) - Die Kondensation von Mandelsäure mit /J-Naphtol, Resorcin und Orcin (H. Simonis). B. 31, 2821 także jako dysertacja doktorska (Freiburg, 1897) - Uber die Kondensation von p-lsopropylmandelsäure mit Phenoen (Thommesen). Diss. Freiburg. - Über einige Kondensationsprodukte von o-Diaminen und aromatischen o-Aldehydosäuren (Heilerg). Diss. Freiburg - Über p- und o-Oxydiphenylessigsäuren (v. Tymieniecki). Diss. Freiburg - I. Über aromatische Guanamine; II. Über die Einwirkung von o-Aldehydosäuren auf m- und p-Phenylendiamin (Elzanowski). Diss. Freiburg. 1899 - Synthese von Pyridazonderivaten (H. Simonis). B. 32, 534. - I. Elektrolytische Oxydation des Anthrachinons, einiger seiner Derivate und des Phenanthrenchinons; II. Verhalten des Phenanthrenchinons gegen Säure¬anhydride (Perlin). Diss. Freiburg. - I. Elektrolytische Reduktion von 1-Nitroanthrachinon; II. Über die Kondensation von Phenanthrenchinon und 1-Nitroanthrachinon mit einigen Phenolen (Weizmann). Diss. Freiburg. - Über die Kondensation von Phtalaldehydsäure und Benzylcyanid, dessen p-Nitroderivat und mit Phenylmethylpyrazoion (Wrotnowski). Jako dysertacja doktorska (Freiburg) 1900 - Die Oxydation des Hydrazobenzols in alkoholisch-alkalischer Lösung durch, den Luftsauerstoff. B. 33, 476 - I. Über die Kondensationen von o-Aldehydosäuren mit Cyanessigsäure und deren Ester sowie mit Malonitril - II. Über die Einwirkung von Hydrazinhydrat auf einige Lactone (J. Wedel). B. 33, 766, także jako dysertacja doktorska - Über die Kondensation von Benzilsäure mit einigen einwertigen Phenolen (R. Geifert). Mitt. naturforsch. Ges. Freiburg, Bd. I, Heft 1, S. 5, także jako dysertacja doktorska 1901 - Über einige aliphatische y- und aromatische o-Aldehydosäuren (C. Herost). Ber. Dtsch. Chem. Ges. 34, 1010, także jako dysertacja doktorska (Freiburg) - Die Condensation von Benzilsäure mit Phenolen - Über das p-Oxytriphenylearbinol (C. Herbst). Ber. Dtsch. Chem. Ges. 34. 3073. - Synthese rein aromatischer tertiärer Säuren (K. Wehrbein). Ber. Dtsch. Chem. Ges. 34, 3079 - Das Verhalten von Brom zu den ungesättigten Kondensationsprodukten aus substit. Benzaldehyden und Benzylcyanid (E. Stelling). Ber. Dtsch. Chem. Ges. 34, 3081, także jako dysertacja doktorska (Freiburg, 1898) - Zur Kenntnis der drei Chlorbenzaldehyde (H. Wildt). Mitt. naturforsch. Ges. Freiburg, Bd. I, Heft 2, S. 63, także jako dysertacja doktorska (Freiburg) - Kondensationen von Opian- und Bromopiansäure mit Cyanessigsäure und Derivaten der letzteren (T. Sienicki). Mitt. naturforsch. Ges. Freiburg, Bd. I, Heft 3, S. 109, także jako dysertacja doktorska (Freiburg) - Kondensationen von o-Aldehydosäuren mit Acetessigester und mit einigen Ketonen. (W. Ciamanski). Mitt. naturforsch. Ges. Freiburg, Bd. I, Heft 4, S. 157, także jako dysertacja doktorska (Freiburg) - Über Oxyarylphtalide (G. Litterer). Jako dysertacja doktorska. - Über Hydrazonsäuren (B. F. Halvorsen). Jako dysertacja doktorska. - Über Oxyarylmekonine (W. Winkler). Jako dysertacja doktorska. 1902 - Über das p-Oxytriphenylcarbinol (C. Herist). B. 35, 3133. - Über die Einwirkung der Aminobenzoesäuren auf einige aliphatische y-Aldehydo-säuren (L. Tochtermann). Jako dysertacja doktorska. 1903 - Triphenylessigsäure aus Diphenylchloressigsäure (C. Herbst). B. 36, 145. - Über das Chromogen der Oxytriphenylmethanfarbstoffe, das Diphenyl-chino-methan (C. Herbst). B. 36,'2333 - Über zwei Kresyldiphenylearbinole (B. Zurbriggen). Mitt naturforsch. Ges. Freiburg, Bd. II, Heft 1, S. 5, także jako dysertacja doktorska (Freiburg) - Über ein o-Kresyldiphenylcarbinol und sein chinoides Anhydrid (B. Zurbriggen). B. 36, 3558. - Ergänzungen zu der vorstehenden Abhandlung, sowie zu unseren Arbeiten über das p-Oxytriphenylcarbinol (C. Herbst). B. 36, 3565 - Nachruf auf Prof. Dr. Rene Thomas-Mamert. Verh. Schweiz, naturforsch. Ges. Locarno und Bull. Soc. frib. scienc. nat. Vol. XI (franz. Übersetzung) - Vergleichende Studien über o-Carbon- und o-Sulfonsäuren des Benzaldehyds (G. Goessmann). Jako dysertacja doktorska. - Zur Kenntnis der Benzaldehyd-o-sulfosäure (Z. Goldman). Jako dysertacja doktorska. 1904 - Über die Abspaltung von Kohlenoxyd aus tertiären Säuren mittels konz. Schwefelsäure (Darstellung von Diphenyl-p-tolyl-carbinol) - Die Kondensation von Benzilsäure mit Phenolen (R. Geifert). B. 37, 664, także jako dysertacja doktorska (Freiburg, 1900) - Das Stammcarbinol des Rosanilins und seine Isomeren (J. Gyr). B. 37, 1245 - Über den triboluminescierenden Stammkohlenwasserstoff des Rosanilins (J. Gyr). B. 37, 3696. - Über die Kondensation von Anisaldehyd mit einfachen und nitrierten Ketonen; Über das Diphenyl-p-tolylcarbinol (A. Schick). Jako dysertacja doktorska. - Über die Kondensation von Aldehyden mit Ketipinsäureestern (R.C. Stachurski). Jako dysertacja doktorska. - Die Kondensation von Benzilsäure mit zweiwertigen Phenolen und Derivaten derselben (St. Tarczynski). Jako dysertacja doktorska. 1905 - Über die Abspaltung von Kohlenmonoxyd aus tertiären Säuren mittels konz. Schwefelsäure. II - Zur Kenntnis des p-Oxytriphenylcarbinols, des Diphenyl-p-oxy-m-tolylcarbinols und ihrer Derivate (C. Pfefferkorn). Mitt. naturforsch. Ges. Freiburg, Bd. II, Heft 2, S. 58. - Zur Kenntnis des Phenylhydrocurnarins (C. Pfefferkorn). Daselbst S. 93 - Nachruf auf Prof. Carl Pfefferkorn. Mitt. naturforsch. Ges. Freiburg S. 109. - Studien in den Reihen des Triphenylmethans und Phenylfluorens (0. Dietsche). Jako dysertacja doktorska - Die Kondensationen von Benzhydrol und Fluorenalkohol mit einwertigen Phenolen (P.F.Vhkke). Jako dysertacja doktorska 1906 - Über Kohlenoxyd-Abspaltungen im allgemeinen (B. v. Siemiradzki). B. 39, 51. - Kondensationen der Diphenyl- und Diphenylen-glykolsäure mit aromatischen Kohlenwasserstoffen und Phenoläthern (O. Rentschier). Jako dysertacja doktorska - Über die Diphenylchloressigsäure (H. Schmitz). Jako dysertacja doktorska - Über die Kondensation von Benzilsäure mit Salicylsäuremethylester (A. Landtwing). Jako dysertacja doktorska 1907 - Die Kondensation der Benzylcyanid-o-carbonsäure mit Aldehyden (J. Gyr). Ber. Dtsch. Chem. Ges. 40, 1201, także jako dysertacja doktorska (Freiburg) 1903 - Über die Abspaltung von Kohlenmonoxyd aus tertiären Säuren mittels konz. Schwefelsäure (L. Mauron). Mitt. naturforsch. Ges. Freiburg, Bd. III, Heft 1, S. 3, także jako dysertacja doktorska (Freiburg) - Anomalien bei der Kondensation von Benzilsäure mit Benzolhomologen (L. Mauron). B. 40, 4060 - Die Abspaltung von Kohlenmonoxyd aus der einfachsten tertiären Säure, der Trimethylessigsäure, und aus Phenyl-dimethyl-essigsäure (L. Manron). B. 40, 4370. - Condensations de l'ether ethylique dichlore asymetrique avec les ethers des phenols (E. Schmitz). Jako dysertacja doktorska (Freiburg-Grenoble). 1908 - Über die Abspaltung von Kohlenoxyd beim Erhitzen von Aeylchloriden (A. Landtwing). B. 41, 686. - Über die Abspaltung von Kohlenoxyd aus sekundären und primären Carbonsäuren - Beiträge zur Kenntnis der Tri- und der Diphenylmethanreihe (C. Bodmann). Jako dysertacja doktorska (Freiburg). 1909 - Zur Kenntnis der Monohalogenphenole (W. J. Wohlleben). Ber. Dtsch. Chem. Ges. 42, 4369, także jako dysertacja doktorska (Freiburg) - Das Verhalten der Chloride einiger höherer Fettsäuren beim Erhitzen (A. Landtwing). Ber. Dtsch. Chem. Ges. 42, 4720 - Kondensationen der p-Tolilsäure mit Toluol, Phenolen und Phenoläthern (A. Blaser). Jako dysertacja doktorska. 1910 - Kohlenoxyd aus Aldehyden (M. Fellmann). Ber. Dtsch. Chem. Ges. 43, 772, und Diss. Freiburg. - Über die Kondensation von Diphenylen-glykolsäure mit Phenolen und Phenoläthern (F. v. Weber). B. 43, 2496, także jako dysertacja doktorska (Freiburg, 1905) - Entearbonylierung der durch Paarung von Phenyl-brenztraubensäure mit aro¬matischen Kohlenwasserstoffen entstehenden tertiären Säuren (L. Mauron). Ber. Dtsch. Chem. Ges. 43, 2883. - Nachruf auf Stanislaus von Kostanecki. Chemiker Zeitung 142, s. 1261. - Ein o-Oxyaldehyd des Triphenylcarbinols (M. Fellmann). Ber. Dtsch. Chem. Ges. 43, 3579. - Synthesen von Triphenyläthan- aus Diphenyläthanderivaten (G.J. Yssel de Sehepper). Diss. Freiburg - Die Kondensationen von Di- und Triphenylcarbinol mit einwertigen Phenolen und Phenoläthern (Th. Seeberg). Diss. Freiburg - Die Kondensation von Phenylbrenztraubensäure mit Phenolen und Phenoläthern (C. F. Lamoni). Jako dysertacja doktorska (Freiburg) - Kondensationen der Diphenylen- und der pä-Ditolylglykolsäure mit aromatischen Kohlenwasserstoffen und mit Salicylsäuremethylester und der letzteren Säure mit a-Naphtol (A. Schneider). Jako dysertacja doktorska (Freiburg) 1911 - Die Kondensation von p- und o-Methoxy-mandelsäurenitril mit Phenolen und Phenoläthern (J. Paulus und R. Perrin). Ber. Dtsch. Chem. Ges. 44, 2596, także jako dysertacje doktorskie (1909, 1911) - Die Paarung der Benzilsäure mit einigen Halogenphenolen (St. Borzuchowski). Jako dysertacja doktorska (Freiburg) - Die Kondensation von p-Tolilsäure mit zweiwertigen Phenolen und Alkyläthern derselben (St. W. Sobolewski). Jako dysertacja doktorska (Freiburg) - Über tertiäre aromatische Äthersäuren und die Entcarbonylierungsbedingungen für diese und ähnliche Säuren (St. Rostworowski). Jako dysertacja doktorska (Freiburg) - Eine neue Synthese von p-Aminotriarylcarbinolen und verwandten Verbindungen (T. Mieczynski). Jako dysertacja doktorska (Freiburg) - Über die Kondensation von o-Aldehydosäuren mit einigen Methylenverbindungen (J. Hux). Jako dysertacja doktorska (Freiburg) 1912 - Synthese des 9.9-Diphenyl-1.4-naphthochino-methans (p-Naphtho-fuchsons) und verwandter Verbindungen (Z. Zaleska-Mazurkiewicz). Ber. Dtsch. Chem. Ges. 45 (1), 1429–1440 Także jako dysertacja (Freiburg) - Die Konstitution der Verbindungen aus o-Diaminen und cc-Oxysäuren. Acety-lierung von Benzimidazolen (G. Przeworski). Ber. Dtsch. Chem. Ges. 45, 3483, także jako dysertacja (Freiburg, 1911) - Über neue Entcarbonylierungsversuche (L. Ryncki). Chemiker Zeitung Nr. 44 und Mitt. naturforsch. Ges. Freiburg Bd. III, Heft 3, S. 137, także jako dysertacja doktorska (Contribution à l'étude de la décarbonylation dans les composés organiques. Freiburg, 1913) 1913 - Einwirkung von aromatischen Aldehyden und o-Aldehydsäuren auf peri-Naphtylendiamin (R. Vagliasindi). Jako dysertacja doktorska (Freiburg) - Untersuchungen in der Triphenylmethanreihe (K. Czechowski). Jako dysertacja doktorska (Freiburg) 1914 - Über die α-Mercapto-diphenyl-essigsäure oder Thio-benzilsäure - Über die Addition von Benzilsäure an aromatische Senföle (H. Becker). Verh. Schweiz, naturforsch. Ges. II. Teil, S. 148, także jako dysertacja doktorska (Freiburg, 1915) - Über die Einwirkung der Benzilsäure und der Diphenylchloressigsäure auf aro¬matische Nitrile (P. Pootk). Jako dysertacja doktorska (Freiburg) - Beiträge zur Kenntnis des symmetrischen m-Xylenols nebst Bemerkungen über einige seiner Isomeren (W. Zimmermann). Jako dysertacja doktorska (Freiburg) 1915 - Nachruf auf Carl Liebermann. Chemiker Zeitung 27, s. 165. - Über die Kondensation von Benzil- und Diphenylglykolsäure mit Thiophenolen und ihren Äthern (F. Kuba). Jako dysertacja doktorska (Freiburg) 1916 - Condensation de l'acide benzilique avec la 2-oxy-acétophénone (P. Cardinaux). Jako dysertacja doktorska (Freiburg) 1918 - Einwirkung von o- und peri-Diaminen sowie von Äthylendiamin auf y-Lactone (W. Schmutz). A. 41,5, 1, także jako dysertacja doktorska (Freiburg, 1916) - Die Kondensation der Anisilsäure mit Phenolen und Phenoläthern (W. St. Jablonski). Jako dysertacja doktorska (Freiburg) - Über die Paarung von Benzilsäure mit m- und mit p-Oxybenzoesäurealkylester sowie mit m-Kresotinsäure und deren Methylester (J. Spieler). Jako dysertacja doktorska (Freiburg) - Über die Einwirkung von Diphenylchloressigsäure auf m- und p-Toluidin und auf die beiden Naphtylamine (J. v. Namyslowski). Jako dysertacja doktorska (Freiburg) 1919 - Über die Produkte der Addition von Benzilsäure an Arylsenföle - Über Umlagerungen einiger arylierter oder alkylierter Thiocarbamidsäure-O-ester - Synthese de quelques derives de la Parafuchsone (z P. Dementem). Mitteilungen der naturforschenden Gesellschaft in Freiburg (Schweiz). Chemie 4 (1), 1, także jako dysertacja doktorska (Freiburg) 1920 - Über Abkömmlinge von α-Arylphthaliden und ihre Überführung in Anthracenderivate - Synthese von Abkömmlingen des 1,3-Oxthiophans - Benzilsäure und Aldehyde (B. Brenken). Helv. Chim. Acta 3, 468. - L'action de l'acide benzilique ou de l'acide diphenylchloracetique sur les trois nitranilines ainsi que sur l'o-chlor- et l'o-methoxyaniline (J. Farquet). Jako dysertacja doktorska (Freiburg) - Über einige Kondensationen der peri-Naphtaldehydsäure (K.A. v. Seidlüz). Jako dysertacja doktorska (Freiburg) 1921 - Notiz über die Nitrobenzoate der drei Kresole (E. Hänggi). Helv. Chim. Acta 4, 23, także jako dysertacja doktorska (Freiburg) - Über das Benzoylen- und das Picolinoylen-benzimidazol (A. Lecco). Helv. Chim. Acta 4, 425, także jako dysertacja doktorska (Freiburg) - Kernkondensationen von Thiophenoläthern I (F. Kuba). Helv. Chim. Acta 4, 969. - Kondensationen von primären Monam'iden mit substit. aromatischen Aldehyden sowie mit o-Aldehydosäuren (J. Güntensperger). Jako dysertacja doktorska (Freiburg). - Zur Kenntnis der Thiosalicylsäure (J. Schmid). Jako dysertacja doktorska (Freiburg). - Reactions entre l'acide benzilique et quelques aldehydes; acide benzilique et m-oxy-dimethylaniline (M. Grandgirard). Jako dysertacja doktorska (Freiburg). - Über die Paarung der Äthylenäther einiger Phenole mit Benzilsäure (Eugen Hänggi). Diss. Freiburg. 1922 - Schwefel als Brückenatom im Mittelring einiger Anthracenabkömmlinge I 1923 - Über die Einwirkung von o-Phenylendiamin auf die Anhydride der Diphenyl-maleïn-, der Homophthal- und der Diphensäure - Über Kondensationsprodukte von Hemipinsäure-anhydrid mit einigen Phenoläthern und ihre Überführung in Anthracenderivate (K. Krauer). Helv. Chim. Acta 6, 750, także jako dysertacja doktorska (Freiburg) - Über Kondensationen der Benzil- sowie der Diphenylenglykolsäure, besonders mit mehrwertigen Phenolen (E. Semadeni). Jako dysertacja doktorska (Freiburg). - Ueber die Addition von Phenolen und Phenolderivaten an Zimtsäure (J. Röhner). Jako dysertacja doktorska (Freiburg). 1924 - Ein Badbecher für hochsiedende Heizflüssigkeiten. Chemiker Zeitung 48, 74. - Schwefel als Brückenatom im Mittelring einiger Anthracenabkömmlinge II (A. Traub). Helv. Chim. Acta 7, 935, także jako dysertacja doktorska (Freiburg) - Studien in der Di- und Triphenylmethan- und der Tetraphenyläthanreihe (0. Wirth). Jako dysertacja doktorska (Freiburg). - Über die Produkte der Kondensation von 1,2-Xaphtylendiamin mit den Anhydriden der Diphenylmalein-, der Homophtal- und der Diphensäure, sowie mit der Diphenylbernsteinsäure (A. Meyenberg). Jako dysertacja doktorska (Freiburg). 1925 - Über die Einwirkung von Benzilsäure und von Anisilsäure auf Thiophenole (J. Risi). Helv. Chim. Acta 8, 582, także jako dysertacja doktorska (Freiburg) - Über die Einwirkung verschiedener Diamine auf Naphtalsäure-anhydrid (J. Risi). Helv. Chim. Acta 8, 810, także jako dysertacja doktorska (Freiburg) 1926 - Studien in der Reihe des 9-Phenyl-anthracens (P. Urech). Jako dysertacja doktorska. 1927 - Über die Einwirkung von 4-Äthoxy-l,2-phenylendiamin auf die Anhydride der Phtal-, Homophtal- und der Diphensäure (C. Gyr). Jako dysertacja doktorska. 1928 - Über das 3,3′-Difuchsonyl und verwandte Verbindungen - Etüde sur les produits de condensations de quelques aldehydes aromatiques et o-aldehydes acides avec quelques cetones cycliques (A. Butignot); jako dysertacja doktorska 1929 - Über die Kondensation von Benzilsäure mit 2-Oxy- und mit 2-Methoxydiphenyl sowie mit Diphenylenoxyd (R. Kessler). Diss. Freiburg. 1930 - Einwirkung von Benzilsäure auf Säureamide; Kondensationen von Benzil-, Tolil- und Anisilsäure mit Phenolen und aromatischen Aminen (M. Landolt). Diss. Freiburg. 1931 - Kondensationen von Benzil- und Anisilsäure sowie von Xanthydrol mit Thiophen und Thionaphten (J. Ancizar-Sordo). Helv. Chim. Acta 14, 141, także jako dysertacja doktorska (Freiburg, 1930) 1932 - Über das Dimethylo-aurin und verwandte Verbindungen (St. v. Jablonski). Helv. Chim. Acta 15, 890. 1933 - Studien in der Diphenyl-(naphtyl-l)-methan-Reihe (G. Krause). Helv. Chim. Acta 16, 100, und Diss. Freiburg 1932. |